# Duncan Phyfe

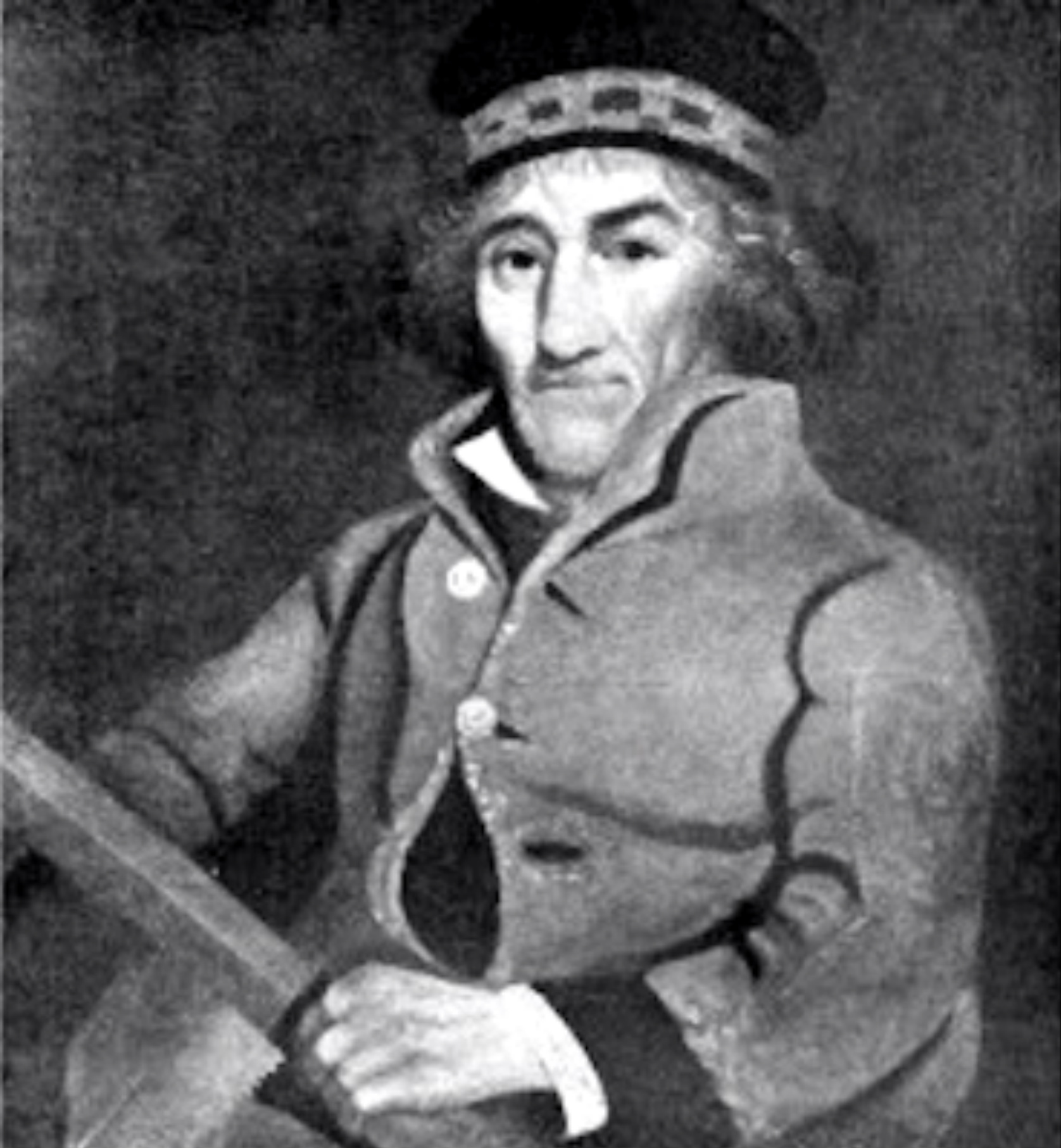
Duncan Phyfe, maestro ebanista de Nueva York.

Duncan Phyfe (Loch Fannich, Ross and Cromarty, Escocia, 27 de abril de 1770 – Nueva York, 16 de agosto de 1854) fue un destacado ebanista de Estados Unidos.
A pesar de que no inventó ningún nuevo estilo de muebles, interpretó las tendencias europeas de moda de una manera distinguida y particular, que lo llevó a convertirse en un representante del Neoclasicismo en Estados Unidos, que influyó a toda una generación de ebanistas de este país.

## Icono estadounidense
Duncan Fife, nació cerca de Loch Fannich, Escocia, emigró con su familia a Albany, Nueva York en 1784, donde comenzó a trabajar como aprendiz de ebanista.
En 1791 se trasladó a la ciudad de Nueva York y un año después se documenta la primera mención en la ciudad, cuando fue elegido miembro de la Sociedad General de Mecánicos y Comerciantes, patrocinado por Isaac Nichols y Seabury Champlin, quienes probablemente fueran sus maestros.
En el momento de su matrimonio en 1793, figuraba en la guía de Nueva York como "carpintero". Sin embargo, hacia 1794 se autodenominaba "ebanista" y había cambiado la ortografía de su apellido a Phyfe. Abrió su propio negocio en 1794 y fue catalogado como ebanista en la Guía de Nueva York. Abrió su primera tienda en 2 Broad Street, pero más tarde trasladó a la calle Partition (más tarde rebautizada calle Fulton en 1817 en honor de Robert Fulton), donde permaneció por el resto de su vida.
Durante la primera mitad del siglo XIX fabricó mobiliario de estilo neoclásico para la élite social y mercantil de Nueva York, Filadelfia y América del Sur, donde fue muy popular. Conocido durante su vida como el "Rage de los Estados Unidos", continúa siendo el ebanista más conocido de ese país. Ganó reputación como proveedor de lujo por el diseño de muebles de alta calidad.
Su estilo personal, caracterizado por proporciones superiores, equilibrio, simetría y moderación, se convirtió en el estilo de Nueva York. Muchos aprendices y oficiales expuestos a este estilo por servir una temporada en la tienda Phyfe o copiando sus diseños lo ayudaron a crear y sostener esta escuela local de ebanistería. La demanda por el trabajo de Phyfe alcanzó su apogeo entre 1805 y 1820, aunque él continuó siendo una figura dominante en su actividad hasta 1847, cuando se retiró a los 77 años. 
Se hizo conocido como uno de los principales ebanistas de Estados Unidos con la venta de muebles a precios relativamente bajos. El trabajo de Phyfe abarcó una amplia gama de estilos neoclásicos, a partir de sus primeros muebles que influidos por los trabajos de los británicos Thomas Sheraton y Thomas Hope del siglo XVIII.
Entre 1837 y 1847 Phyfe trabajó con sus dos hijos, Michael y James, como socios. La empresa fue llamada D. Phyfe & Sons desde 1837 hasta 1840 y, tras la prematura muerte de Michael en 1840, D. Phyfe & Son. Durante las etapas finales de la historia de la empresa los Phyfe debieron enfrentar el desafío que representaba el interés por revivir diversos estilos históricos. En 1840, un hacendado del sur de Estados Unidos que llegó a Nueva York desde Columbia (Carolina del Sur) le mencionó a su esposa en una carta que los Phyfes estaban "tan retrasados en cuanto a su estilo como (estaban) en el precio". Esto se debe a que los Phyfe siempre trabajaron un lenguaje clásico y nunca siguieron el resurgimiento de estilos históricos (como por ejemplo barroco o gótico) que se inició hacia 1840.
Debido a que Phyfe rara vez firmaba sus muebles, y que existen muchas imitaciones, es difícil establecer con exactitud su autoría.

## Exhibiciones y colecciones

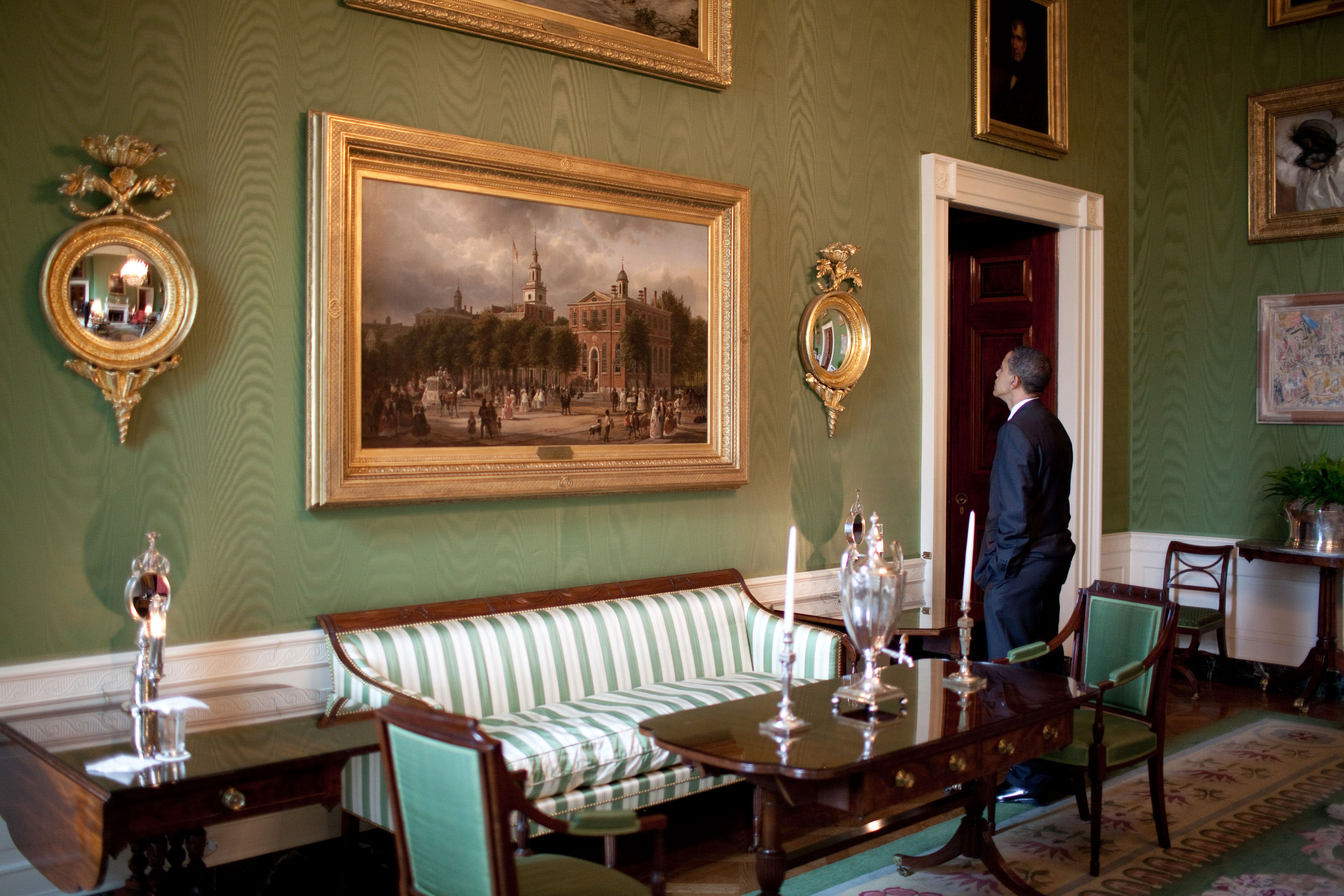
Barack Obama en el Salón Verde, al lado del sofá D. Phyfe a rayas.

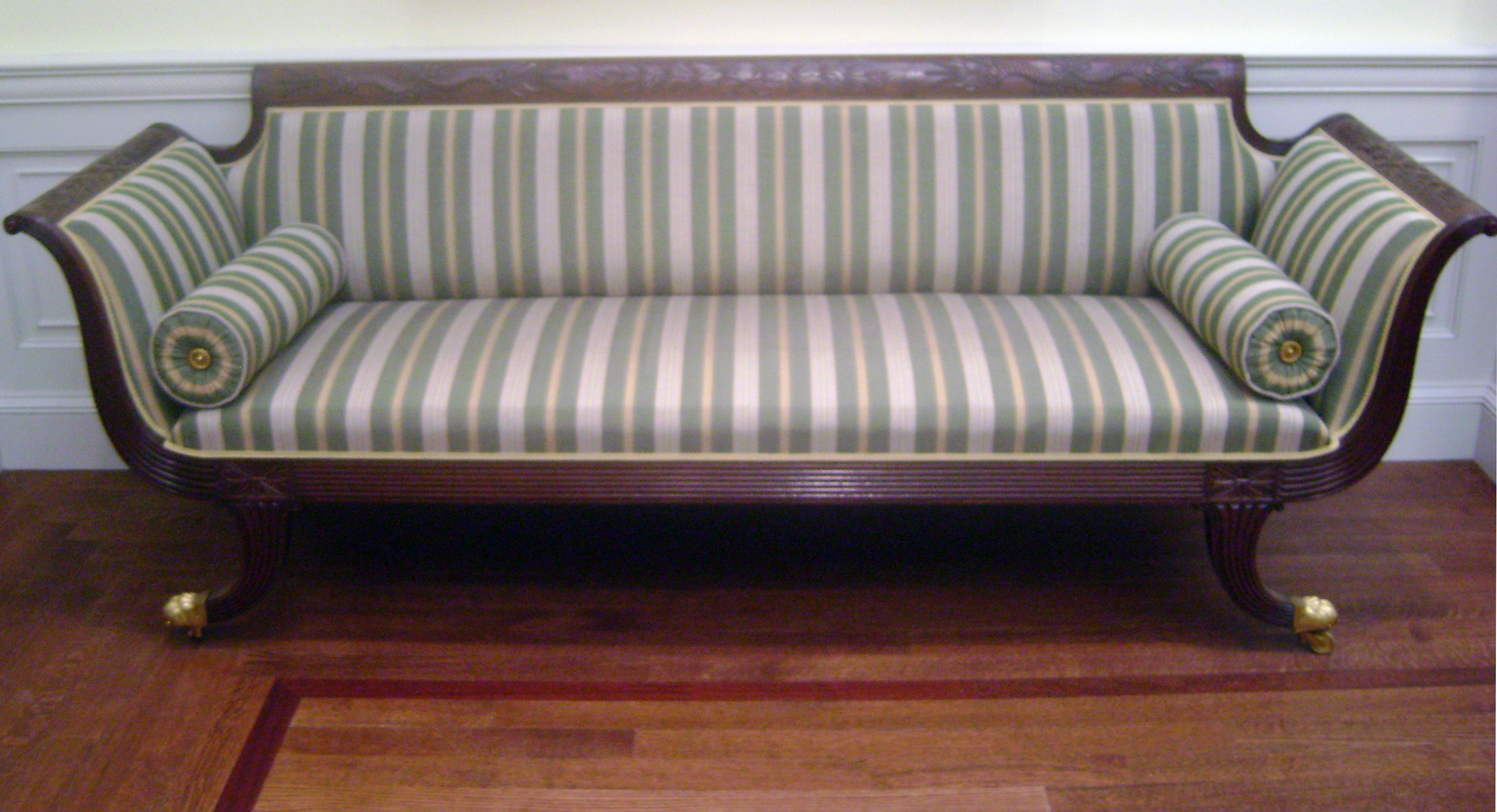
Sofá hacia 1810-15. Atribuido al taller de Duncan Phyfe. Caoba, cerezo, pino, bronce pulido y cuero moderno. En préstamo en el Museo de Arte de Cincinnati.

En 1922, el Metropolitan Museum of Art inauguró la muestra "Mobiliario del taller de Duncan Phyfe", la primera exhibición en un museo de arte de los trabajos de un ebanista. En diciembre del 2011, se inauguró una exhibición retrospectiva de este artesano y su mobiliario, titulada "Duncan Phyfe: artesano ebanista de New York".
En 2012 se realizó otra exposición en el Museum of Fine Arts de Houston.
Se puede ver el mobiliario de Duncan Phyfe en el Salón Verde de la Casa Blanca, en Edgewater, en  Casa Roper y especialmente en la Millford Plantation, propiedad del Fondo para la Preservación de los Hogares Clásicos Norteamericanos, museos, y colecciones.